# David Sime
David William Sime (Paterson, 25 luglio 1936 – 12 gennaio 2016) è stato un velocista statunitense.

## Biografia
Nel 1960 prese parte ai Giochi olimpici di Roma, conquistando la medaglia d'argento nei 100 metri piani, eguagliando il record olimpico con il tempo manuale di 10"2 (tempo elettronico: 10"35). Fu anche parte della squadra della staffetta 4×100 metri, che fu però squalificata in finale.
In carriera eguagliò tre volte il record del mondo sulle 100 iarde (9"3), fece registrare i nuovi record mondiali di 20"1 e 20"0 nelle 220 iarde in rettilineo ed eguagliò il record di 22"2 nelle 220 iarde a ostacoli.

## Palmarès
| Anno | Manifestazione  | Sede | Evento      | Risultato | Prestazione  | Note |
| ---- | --------------- | ---- | ----------- | --------- | ------------ | ---- |
| 1960 | Giochi olimpici | Roma | 100 m piani | Argento   | 10"2 (10"35) | =    |
| 1960 | Giochi olimpici | Roma | 4×100 m     | Finale    | dq           |      |